# Arnoldiola trotteri
Arnoldiola trotteri är en tvåvingeart som först beskrevs av Jean-Jacques Kieffer 1909.  Arnoldiola trotteri ingår i släktet Arnoldiola och familjen gallmyggor.
Artens utbredningsområde är Italien. Inga underarter finns listade i Catalogue of Life.